# Lista odcinków programu Europa da się lubić
Strona zawiera listę odcinków, gości oraz uczestników programu Europa da się lubić emitowanego na antenie TVP2.
Uwaga: Dane na podstawie informacji producenta programu i programu telewizyjnego oraz serwisu prasowego TVP. W nawiasach umieszczono datę pierwszej emisji telewizyjnej (nie datę nagrania). Chronologia emisji nie musi pokrywać się z numeracją odcinków.

## Sezon 1.
| Numer          | Temat odcinka (data pierwszej emisji)                 | Gość specjalny        | Goście                                                                                           |
| -------------- | ----------------------------------------------------- | --------------------- | ------------------------------------------------------------------------------------------------ |
| SEZON 1 (2003) |                                                       |                       |                                                                                                  |
| 1              | Poczucie humoru (2003-02-16)                          | Joanna Bartel         | Kevin Aiston Steffen Möller Olivier Boudon Judith Lencse Antonio Angotti                         |
| 2              | Karnawał (2003-03-01)                                 | Urszula Dudziak       | Toni Hyyryläinen Steffen Möller Olivier Boudon Bart Pszczoła Marco Bocchino Conrado Moreno       |
| 3              | Granice wolności (2003-03-22)                         | Jacek Cygan           | Kevin Aiston Paolo Cozza Steffen Möller Cecilia Gonning Theofilos Vafidis                        |
| 4              | Wielkie żarcie (cz. I i II) (2003-04-05) (2003-04-12) | Robert Makłowicz      | Steffen Möller Kevin Aiston Ermanno Martini Rasa Rimickaite Theofilos Vafidis Olivier Boudon     |
| 5              | Biznes, praca, pieniądze (2003-04-26)                 | Wojciech Fibak        | Steffen Möller Dick Bank Roxana Lichtman Pier Vanni Allegranza Olivier Boudon                    |
| 6              | Miłość (2003-05-25)                                   | Małgorzata Pieczyńska | Steffen Möller Katarina Stoltz Roxana Lichtman Conrado Moreno Nathalie Kretkowska Stefano Simoni |
| 7              | Rodzina (2003-05-17)                                  | Brian Scott           | Steffen Möller Judith Lencse Kevin Aiston Theofilos Vafidis Ermanno Martini                      |
| 8              | Wakacje (2003-06-01)                                  | Joanna Kurowska       | Kevin Aiston Paolo Cozza Steffen Möller Joanna Sanchez Olivier Boudon                            |

## Sezon 2.
| Numer               | Temat odcinka (data pierwszej emisji)         | Gość specjalny                   | Goście |
| ------------------- | --------------------------------------------- | -------------------------------- | --- |
| SEZON 2 (2003-2004) |                                               |                                  | |
| 9                   | Szkoła (cz. I i II) (2003-09-20) (2003-09-27) | Krzysztof Skiba                  | Kevin Aiston Witold Casetti Steffen Möller Martina Karlová Elisabeth Duda                                                |
| 10                  | Savoir-vivre (2003-10-04)                     | Hanka Bielicka                   | Elisabeth Duda Steffen Möller Kevin Aiston Conrado Moreno Sonia Nitecki Mark Kurpiel                                     |
| 11                  | Sport (2003-10-18)                            | Dariusz Michalczewski            | Steffen Möller Elisabeth Duda Kevin Aiston Paolo Cozza Toni Hyyryläinen                                                  |
| 12                  | Europa da się wróżyć (2003-12-13)             | Adam Hanuszkiewicz               | Kevin Aiston Witold Casetti Steffen Möller Martina Karlová Theofilos Vafidis Elisabeth Duda                              |
| 13                  | Wielkie manewry (2003-11-08)                  | bp Sławoj Leszek Głódź           | Kevin Aiston Paolo Cozza Toni Hyyryläinen Martina Karlová Benjamin Lindsay                                               |
| 14                  | Tolerancja (2003-11-15)                       | Michał Wiśniewski                | Elizabeth Duda Paolo Cozza Conrado Moreno Ola Niezwiestny Steffen Möller                                                 |
| 15                  | Absurdalna Europa                             | Janusz Weiss                     | Steffen Möller Jan van der Moren Barbara Dudzik Paolo Cozza Martina Karlová                                              |
| 16                  | Kariery i idole                               | Kayah                            | Steffen Möller Conrado Moreno Kevin Aiston Witold Casetti Martina Karlová                                                |
| 17                  | Modne snobizmy (2003-12-31)                   | Bogusław Kaczyński               | Steffen Möller Toni Hyyryläinen Barbara Dudzik Paolo Cozza Sonia Cristina Margarida da Costa Rodrigues Espada da Fonseca |
| 18                  | Między nami krajanami                         | Krzysztof Piasecki               | Frank Zitarosa Barbara Dudzik Paolo Cozza Eric Meierhofer Steffen Möller                                                 |
| 19                  | Zwierzęta                                     | Hanna Gucwińska Antoni Gucwiński | Steffen Möller Kevin Aiston Martina Karlová Toni Hyyryläinen Barbara Quirino                                             |
| 20                  | Wojna płci (2004-03-13)                       | Edyta Jungowska                  | Steffen Möller Paolo Cozza Ola Niezwiestny Conrado Moreno Elizabeth Duda                                                 |
| 21                  | Europa zapracowana                            | Piotr Najsztub                   | Kevin Aiston Steffen Möller Witold Casetti Martina Karlová Roxana Lichtman                                               |
| 22                  | Przychodzi Europa do lekarza (2004-04-11)     | Zbigniew Religa                  | Barbara Dudzik Steffen Möller Paolo Cozza Martina Karlová Theofilos Vafidis                                              |
| 23                  | Europa figlarna (2004-04-03)                  | Artur Barciś                     | Kevin Aiston Steffen Möller Paolo Cozza Martina Karlová Magdalena Godlewska                                              |
| 24                  | Europa się żeni (2004-04-17)                  | Leon Niemczyk                    | Steve Terret Paolo Cozza Steffen Möller Rudolf Mackovič Magdalena Godlewska                                              |
| 25                  | Europa dziecięca (2004-04-24)                 | Majka Jeżowska                   | Steffen Möller Magdalena Godlewska Barbara Dudzik Rudolf Mackovič Witold Casetti                                         |
| 26                  | Europa rozśpiewana                            | Maryla Rodowicz                  | Kevin Aiston Paolo Cozza Martina Karlová Conrado Moreno Nathalie Kretkowski                                              |

## Sezon 3.
| Numer               | Temat odcinka (data pierwszej emisji)  | Gość specjalny                                                   | Goście                                                                                                  |
| ------------------- | -------------------------------------- | ---------------------------------------------------------------- | --- |
| SEZON 3 (2004-2005) |                                        |                                                                  | |
| 27                  | Europa raz na ludowo (2004-09-12)      | Marek Siudym                                                     | Martina Karlová Steffen Möller Toni Hyyryläinen Barbara Dudzik Antonio Angotti                          |
| 28                  | Europa roztańczona (2004-10-17)        | Katarzyna Skrzynecka                                             | Margith Handl Kevin Aiston Paolo Cozza Ingrid Houtappel Conrado Moreno Reinhold Utri                    |
| 29                  | Europa na studiach (2004-10-03)        | Maciej Stuhr                                                     | Steffen Möller Paolo Cozza Ola Niezwiestny Rudolf Mackovič Steve Terret                                 |
| 30                  | Europa na językach (2004-09-19)        | Jerzy Bralczyk                                                   | Steffen Möller Paolo Cozza Jerry Meijer Kevin Aiston Martina Karlová                                    |
| 31                  | Europa w szponach nałogu (2004-10-24)  | Jan Nowicki                                                      | Kevin Aiston Elizabeth Duda Paolo Cozza Toni Hyyryläinen Conrado Moreno                                 |
| 32                  | News (2004-10-10)                      | Juliusz Braun                                                    | |
| 33                  | Męskie sprawy (2004-11-28)             | Krzysztof Majchrzak                                              | Steffen Möller Paolo Cozza Kevin Aiston Conrado Moreno Elizabeth Duda                                   |
| 34                  | Żandarm w Warszawie (2004-11-24)       | Jerzy Dziewulski                                                 | Kevin Aiston Witold Casetti Steffen Möller Oliver Hardy Ola Niezwiestny                                 |
| 35                  | Europa polemiczna (2004-11-21)         | Kazimierz Kutz                                                   | Martina Karlová Steffen Möller Marc Schmitz Paolo Cozza Toni Hyyryläinen                                |
| 36                  | Europa przyjaciół (2004-12-05)         | Krzysztof Krawczyk                                               | Kevin Aiston Paolo Cozza Steffen Möller Conrado Moreno Elena Kadiewa-Dobrzańska                         |
| 37                  | Damskie sprawy (2004-12-19)            | Danuta Stenka                                                    | Elisabeth Duda Martina Karlová Walentyna Jałocha Bianca Liberski Paolo Cozza                            |
| 38                  | Europa dumna (2004-12-12)              | Robert Korzeniowski                                              | Steve Terret Elisabeth Duda Toni Hyyryläinen Theofilos Vafidis Donato Berchicci                         |
| 39                  | Europa Świąteczna (2004-12-26)         | Maryla Rodowicz Golec uOrkiestra Jacek Cygan ks. Władysław Zązel | Steffen Möller Paolo Cozza Kevin Aiston Martina Karlová Toni Hyyryläinen Roxana Lichtman Conrado Moreno |
| 40                  | Życie codzienne (2005-02-20)           | Bożena Dykiel                                                    | Björgulf Meyer Paolo Cozza Ingrid Houtappel Theofilos Vafidis Walentyna Jałocha                         |
| 41                  | Europa z Brukselką (2005-03-06)        | Danuta Hübner                                                    | |
| 42                  | Usługi dla ludności (2005-02-27)       | Zbigniew Hołdys                                                  | Björgulf Meyer Rudolf Mackovič Walentyna Jałocha Theofilos Vafidis Raffaele Derosa                      |
| 43                  | Europa (nie)parlamentarna (2005-03-13) | Michał Ogórek                                                    | Steffen Möller Paolo Cozza Steve Terret Benjamin Lindsay Irena Opałko                                   |
| 44                  | Teraz Polska (2005-03-27)              | Jerzy Pilch                                                      | Steffen Möller Paolo Cozza Kevin Aiston Elisabeth Duda Conrado Moreno                                   |
| 45                  | Europa się rodzi (2005-04-17)          | Justyna Steczkowska                                              | Kevin Aiston Andrea Kobielska Walentyna Jałocha Liliana De Maria Björgulf Meyer                         |
| 46                  | Życie jak w Madrycie (2005-04-24)      | Janusz Głowacki                                                  | Conrado Moreno Bianca Liberski Paolo Cozza Steve Terret Bali Marzec Steffen Möller                      |
| 47                  | Europa gola! (2005-03-20)              | Jan Tomaszewski                                                  | Steffen Möller Steve Terret Paolo Cozza Conrado Moreno Amanda Ligeza Teofilos Vafidis                   |
| 48                  | Europa na emeryturze (2005-06-12)      | Andrzej Kopiczyński                                              | Steve Terret Toni Hyyryläinen Björgulf Meyer Liliana De Maria Theofilos Vafidis                         |
| 49                  | Jazda po europejsku (2005-05-29)       | Krzysztof Hołowczyc                                              | Steffen Möller Paolo Cozza Steve Terret Marianna Plakueva Toni Hyyryläinen                              |
| 50                  | Ciao Italia! (2005-06-05)              | Andrzej Grabowski                                                | Paolo Cozza Antonio Angotti Liliana De Maria Raffaele Derosa Bianca Liberski                            |
| 51                  | Europa wypromowana (2005-05-22)        | Ewelina Flinta                                                   | Paolo Cozza Roxana Lichtman Steffen Möller Martina Karlová Kevin Aiston                                 |
| 52                  | Młoda Europa (2005-05-07)              | Monika Brodka                                                    | Steffen Möller Conrado Moreno Marianna Plakueva Theofilos Vafidis Liliana De Maria                      |
| 53                  | Europa fachowców (2005-05-15)          | Jerzy Engel                                                      | Andrea Kobielska Björgulf Meyer Theofilos Vafidis Rudolf Mackovič Liliana De Maria                      |
| 54                  | Five o'clock                           | Anita Lipnicka John Porter                                       | Barbara Dudzik Steve Terret Urszula Gacek Kevin Aiston Steffen Möller                                   |
| 55                  | Europa nieprzekupna (2005-06-19)       | Julia Pitera                                                     | Paolo Cozza Walentyna Jałocha Steve Terret Björgulf Meyer Tarja Järvinen                                |
| 56                  | Europa turystyczna (2005-06-26)        | Beata Pawlikowska                                                | Olga Ożarenkowa Mario Cordina Theofilos Vafidis Conrado Moreno Paolo Cozza                              |

## Sezon 4.
| Numer               | Temat odcinka (data pierwszej emisji) | Gość specjalny                      | Goście                                                                                    |
| ------------------- | ------------------------------------- | ----------------------------------- | ----------------------------------------------------------------------------------------- |
| SEZON 4 (2005-2006) |                                       |                                     |                                                                                           |
| 57                  | Europa na czacie (2005-09-11)         | Maciej Orłoś                        | Steffen Möller Martina Karlová Walentyna Jałocha Kevin Aiston Attila Farkas               |
| 58                  | Europa zaczytana (2005-11-27)         | Joanna Chmielewska                  | Conrado Moreno Ola Niezwiestny Steve Terret Steffen Möller Dmitrij Strelnikoff            |
| 59                  | Europa oszczędna (2005-10-30)         | Hanna Gronkiewicz-Waltz             | Kevin Aiston Björgulf Meyer Paolo Cozza Ingrid Houtappel Toni Hyyryläinen                 |
| 60                  | Europa Miss (2005-09-04)              | Aneta Kręglicka                     | Benjamin Lindsay Paolo Cozza Dmitrij Strelnikoff Conrado Moreno Steffen Möller            |
| 61                  | Vive la France! (2005-09-18)          | Agata Buzek                         | Elisabeth Duda Amanda Ligeza Xavier Debeni Steffen Möller Paolo Cozza                     |
| 62                  | Guten Tag! (2005-10-02)               | Izabela Trojanowska                 | Steffen Möller Björgulf Meyer Bettina Lexow Theofilos Vafidis Kevin Aiston                |
| 63                  | Europa da się posprzątać (2005-10-09) | Paulina Holtz                       | Steve Terret Paolo Cozza Björgulf Meyer Toni Hyyryläinen Tamara Aagten-Margol             |
| 64                  | Alternatywy 5 (2005-10-23)            | Małgorzata Pieńkowska               | Björgulf Meyer Kevin Aiston Elisabeth Duda Paolo Cozza Conrado Moreno                     |
| 65                  | Europa na stanowisku (2005-10-16)     | Jerzy Maksymiuk                     | Tamara Aagten-Margol Toni Hyyryläinen Steffen Möller Irina Bogdanovitch Paolo Cozza       |
| 66                  | Przyszłość (2005-11-06)               | Rafał Ziemkiewicz                   | Paolo Cozza Elisabeth Duda Kevin Aiston Misza Hairulin Steffen Möller                     |
| 67                  | Europa na zakupach (2005-11-13)       | Agnieszka Maciąg                    | Elizabeth Duda Paolo Cozza Elena Isakova Conrado Moreno Tamara Aagten-Margol              |
| 68                  | Europa religijna (2005-11-20)         | ks. Wacław Oszajca                  | Ola Niezwiestny Björgulf Meyer Dmitrij Strelnikoff Steve Terret Paolo Cozza               |
| 69                  | Europa w okowach zimy (2005-12-11)    | Jarosław Kret                       | Dmitrij Strelnikoff Paolo Cozza Theofilos Vafidis Teohar Mołow Maria Onniki               |
| 70                  | Zdrastwuj Europo! (2005-12-04)        | Alosza Awdiejew                     | Walentyna Jałocha Irina Bogdanovitch Dmitrij Strelnikoff Steffen Möller Elisabeth Duda    |
| 71                  | Europa od serca (2005-12-18)          | Jerzy Owsiak                        | Steve Terret Conrado Moreno Björgulf Meyer Mojca Tirš Dragan Skrobić                      |
| 72                  | Europa wigilijna (2005-12-24)         | bp Tadeusz Pieronek                 | Paolo Cozza Elisabeth Duda Kevin Aiston Björgulf Meyer Irina Bogdanovitch                 |
| 73                  | Nowy Rok - Nowa Europa (2006-01-01)   | Andrzej Turski                      | Dmitrij Strelnikoff Steffen Möller Conrado Moreno Paolo Cozza Virginie Memeteau           |
| 74                  | Europa baluje                         | Katarzyna Cichopek                  | Paolo Cozza Irina Bogdanovitch Conrado Moreno Teohar Mołow Elizabeth Duda                 |
| 75                  | Europa zakompleksiona                 | Krzysztof Daukszewicz               | Laurent Mazurek Steffen Möller Steve Terret Toni Hyyryläinen Mojca Tirš                   |
| 76                  | Małżeństwo po europejsku (2006-02-26) | Dorota Chotecka Radosław Pazura     | Toni Hyyryläinen Kevin Aiston Paolo Cozza Dmitrij Strelnikoff Andrea Kobielska            |
| 77                  | Europa na emigracji                   | Stan Borys                          | Paolo Cozza Irina Bogdanovitch Theofilos Vafidis Kevin Aiston Elisabeth Duda              |
| 78                  | Europa kontra Ameryka (2006-03-05)    | Mariusz Czerkawski                  | Steve Terret Steffen Möller Dmitrij Strelnikoff Dena Gurgul Phil Goss Glen Gregory        |
| 79                  | Viva España! (2006-03-12)             | Wiesław Ochman                      | Conrado Moreno Benito Alonso Montse Gras Paolo Cozza Steve Terret                         |
| 80                  | Europa kabaretowa                     | Jerzy Kryszak                       | Elisabeth Duda Paolo Cozza Jan Melichar Steffen Möller Kevin Aiston                       |
| 81                  | Europa Wikingów                       | Krzysztof Szewczyk                  | Ola Niezwiestny Toni Hyyryläinen Mario Markoc Henrik Hjortholm Steffen Möller Montse Gras |
| 82                  | Kocioł Bałkański                      | Eleni                               | Mojca Tirš Steve Terret Dmitrij Strelnikoff Teohar Mołow Theofilos Vafidis Dragan Skrobić |
| 83                  | Europa na diecie                      | Maciej Kuroń                        | Irina Bogdanovitch Andrea Kobielska Elisabeth Duda Kevin Aiston Paolo Cozza               |
| 84                  | Wiosenna Europa                       | Małgorzata Walewska                 | Montse Gras Paolo Cozza Toni Hyyryläinen Elisabeth Duda Larysa Zujewycz-Maciejewska       |
| 85                  | Europa uczciwa                        | Ryszard Szurkowski                  | Steffen Möller Irina Bogdanovitch Steve Terret Theofilos Vafidis Toni Hyyryläinen         |
| 86                  | Europa na zasiłku                     | Henryk Gołębiewski                  | Paolo Cozza Conrado Moreno Anna Jorgensen Steffen Möller Dmitrij Strelnikoff              |
| 87                  | Jak dobrze mieć sąsiada               | Małgorzata Lewińska Michał Milowicz | Irina Bogdanovitch Ola Niezwiestny Theofilos Vafidis Kevin Aiston Monika Ebert            |
| 88                  | Europa zrelaksowana                   | Kora Jackowska                      | Montse Gras Tamara Aagten-Margol Natalia Suchcicka Paolo Cozza Dmitrij Strelnikoff        |
| 89                  | Europa futbolowa                      | Dariusz Szpakowski                  | Elisabeth Duda Benito Alonso Steve Terret Paolo Cozza Andre Mafra Steffen Möller          |

## Sezon 5.
| Numer               | Temat odcinka (data pierwszej emisji) | Gość specjalny                                                       | Goście                                                                                          |
| ------------------- | ------------------------------------- | -------------------------------------------------------------------- | ----------------------------------------------------------------------------------------------- |
| SEZON 5 (2006-2007) |                                       |                                                                      |                                                                                                 |
| 90                  | Europa na podrywie                    | Reni Jusis Jarosław Jakimowicz                                       | Elisabeth Duda Mojca Tirš Paolo Cozza Kevin Aiston Steffen Möller                               |
| 91                  | Europa najbliższych                   | Teresa Lipowska Witold Pyrkosz                                       | Paolo Cozza Tamara Aagten-Margol Steve Terret Theofilos Vafidis Irina Bogdanovitch              |
| 92                  | Bohaterowie, autorytety, wyrocznie    | Grażyna Torbicka                                                     | Elisabeth Duda Steffen Möller Irina Bogdanovitch Steve Terret Tamara Aagten-Margol              |
| 93                  | Europa bezpieczna                     | Martyna Wojciechowska                                                | Toni Hyyryläinen Martina Karlová Steffen Möller Kevin Aiston Conrado Moreno                     |
| 94                  | Językowy zawrót głowy                 | Jan Miodek                                                           | Martina Karlová Marco Bocchino Toni Hyyryläinen Kevin Aiston Steffen Möller                     |
| 95                  | Europa od kuchni                      | Karol Okrasa                                                         | Irina Bogdanovitch Theofilos Vafidis Martina Karlová Marco Bocchino Toni Hyyryläinen            |
| 96                  | Europa na tropie                      | Michał Fajbusiewicz                                                  | Steve Terret Ola Niezwiestny Dmitrij Strelnikoff Paolo Cozza Philippe Brzoska                   |
| 97                  | Europa szlagierów                     | Beata Kozidrak                                                       | Irina Bogdanovitch Benito Alonso Paolo Cozza Philippe Brzoska Steve Terret                      |
| 98                  | Europa szpanuje                       | Wojciech Cejrowski                                                   | Paolo Cozza Irina Bogdanovitch Kevin Aiston Elisabeth Duda Steffen Möller                       |
| 99                  | Europa historyczna                    | Stefan Meller                                                        | Elisabeth Duda Steffen Möller Steve Terret Conrado Moreno Dmitrij Strelnikoff                   |
| 100                 | 100 lat Europo! (2007-01-19)          | Danuta Hübner Wiesław Ochman Krzysztof Krawczyk Kazimierz Ujazdowski | Steffen Möller Paolo Cozza Elizabeth Duda Kevin Aiston Conrado Moreno                           |
| 101                 | Europa nieznana (2007-02-02)          | Jacek Pałkiewicz                                                     | Theofilos Vafidis Elisabeth Duda Luca Ali Steve Terret Cristina Fanego                          |
| 102                 | Ślub i co dalej? (2007-03-31)         | Katarzyna Grochola Zbigniew Zamachowski                              | Malina Ebert Paolo Cozza Irina Bogdanovitch Tamara Aagten-Margol Kevin Aiston                   |
| 103                 | Seksapil (2007-03-10)                 | Joanna Liszowska                                                     | Tamara Aagten-Margol Conrado Moreno Malina Ebert Paolo Cozza Ludmiła Pitylak Steffen Möller     |
| 104                 | Europa - pępek świata (2007-03-17)    | José Torres                                                          | Jacek Wan Daniel Oware Jasmin Mazloum Steffen Möller                                            |
| 105                 | Europa gwiazd (2007-04-28)            | Marek Torzewski                                                      | Malina Ebert Paolo Cozza Kevin Aiston Montse Gras Ola Niezwiestny                               |
| 106                 | Europa modna (2007-04-14)             | Ewa Minge Łukasz Jemioł                                              | Paolo Cozza Malina Ebert Conrado Moreno Irina Kornienko Olivier Boudon                          |
| 107                 | Euro - Europa (2007-04-21)            | Leszek Balcerowicz                                                   | Paolo Cozza Steve Terret Olivier Boudon Mojca Tirš Matthias Frank Theofilos Vafidis             |
| 108                 | Europa Jana Pawła II (2007-04-07)     | o. Jan Góra                                                          | Paolo Cozza Steffen Möller Steve Terret Conrado Moreno Irina Bogdanovitch                       |
| 109                 | Europa po godzinach (2007-05-05)      | Paweł Burczyk                                                        | Tamara Aagten-Margol Anna Penconek Kevin Aiston Conrado Moreno Toni Hyyryläinen                 |
| 110                 | Co Europa toleruje (2007-05-12)       | Mandaryna                                                            | Paolo Cozza Olivier Boudon Agnetha Brandin Steve Terret Steffen Möller                          |
| 111                 | Czym chata bogata (2007-05-19)        | Olga Bończyk                                                         | Steve Terret Anna Penconek Paolo Cozza Agnetha Brandin Theofilos Vafidis                        |
| 112                 | Pociąg do Europy (2007-05-26)         | Muniek Staszczyk                                                     | Kevin Aiston Caroline Miara Zoltán Károlyi Steffen Möller Walentyna Jałocha                     |
| 113                 | Europa pół wieku razem                | Róża Thun                                                            | Steffen Möller Conrado Moreno Mojca Tirš Paolo Cozza Steve Terret                               |
| 114                 | Europa przebojowa (2007-06-09)        | Grzegorz Markowski                                                   | Marco Bocchino Juan Godoy Vares Steve Terret Gabi Gold Agnetha Brandin                          |
| 115                 | Euro 2012 (2007-06-16)                | Włodzimierz Szaranowicz                                              | Steffen Möller Pier Vanni Allegranza Philippe Brzoska Theofilos Vafidis Weronika Marczuk-Pazura |
| 116                 | Luz Blues (2007-06-23)                | Patrycja Markowska                                                   | Kevin Aiston Steffen Möller Mojca Tirš Conrado Moreno Magda El Bayoumi                          |

## Sezon 6.
| Numer               | Temat odcinka (data pierwszej emisji)    | Gość specjalny                      | Goście                                                                                                 |
| ------------------- | ---------------------------------------- | ----------------------------------- | --- |
| SEZON 6 (2007/2008) |                                          |                                     | |
| 117                 | Ludzie Europy (2007-09-15)               | Daniel Olbrychski                   | Paolo Cozza Conrado Moreno Irina Bogdanovitch Philippe Brzoska Steve Terret                            |
| 118                 | Europa żartuje (2007-09-29)              | Katarzyna Pakosińska Roman Żurek    | Kevin Aiston Gabi Gold Paolo Cozza Malina Ebert Teohar Mołow                                           |
| 119                 | Europa naj (2007-09-08)                  | Karol Strasburger                   | Malina Ebert Anna Penconek Steve Terret Conrado Moreno Agnetha Brandin                                 |
| 120                 | Europa zestresowana (2007-10-06)         | Agnieszka Fitkau-Perepeczko         | Theofilos Vafidis Ola Niezwiestny Elena Jegorowa Steffen Möller Conrado Moreno                         |
| 121                 | Europa kobiet (2007-10-20)               | Kazimiera Szczuka                   | Björgulf Meyer Gabi Gold Steve Terret Nathalie Kretkowska Paolo Cozza                                  |
| 122                 | Europa akademicka (2007-10-27)           | Jan Machulski                       | Steve Terret Mojca Tirš Paolo Cozza Lena Ivanova Agnetha Brandin                                       |
| 123                 | Europa gustów (2008-02-16)               | Cezary Pazura                       | Teohar Mołow Gabi Gold Irina Bogdanowitch Steve Terret Toni Hyyryläinen                                |
| 124                 | Europa dorasta (2007-11-10)              | Szymon Majewski                     | Conrado Moreno Gabi Gold Steve Terret Robert Laskowski Teohar Mołow                                    |
| 125                 | Europa amorów (2008-02-02)               | Marcin Meller                       | Gabi Gold Agnetha Brandin Paolo Cozza Conrado Moreno Jasmin Mazloum                                    |
| 126                 | Faux Pas                                 | Beata Tyszkiewicz                   | Steve Terrett Ewa Ciepłoch Irina Bogdanovitch Theofilos Vafidis Paolo Cozza                            |
| 127                 | Luksusowa (2008-02-23)                   | Piotr Kraśko                        | Paolo Cozza Walentyna Jałocha Steve Terrett Agnetha Brandin Matthias Frank                             |
| 128                 | Uzależniona (2008-03-22)                 | Janusz Czapiński                    | Tamara Aagten-Margol Paolo Cozza Agnetha Brandin Teohar Mołow Antje Ritter-Jasińska                    |
| 129                 | Tajemnicza                               | Mirosław Hermaszewski               | Conrado Moreno Theofilos Vafidis Steffen Möller Dmitrij Strelnikoff Aida Kosojan                       |
| 130                 | Słodka (2008-03-15)                      | Joanna Koroniewska                  | Kevin Aiston Agnetha Brandin Conrado Moreno Alessia De Domenico Theofilos Vafidis                      |
| 131                 | Inwestuje (2008-03-29)                   | Zbigniew Niemczycki                 | Paolo Cozza Antje Ritter-Jasińska Teohar Mołow Aleksandra Niezwiestny Tamara Aagten-Margol             |
| 132                 | Europa familijna (2007-12-22)            | Ewa Bem                             | Aida Kosojan Steve Terret Tamara Aagten-Margol Daniel Oware Theofilos Vafidis                          |
| 133                 | W wielkim mieście (2007-12-29)           | Agata Passent                       | Paolo Cozza Steffen Möller Laura Vedel Jacek Wan Steve Terret                                          |
| 134                 | Się bawi (2008-01-12)                    | Krzysztof Tyniec                    | Paolo Cozza Kevin Aiston Gabi Gold Agnetha Brandin Teohar Mołow                                        |
| 135                 | Macho (2008-04-05)                       | Rafał Bryndal                       | Gabi Gold Natasza Pavluchenko Toni Hyyrylainen Agnetha Brandin Jacek Wan                               |
| 136                 | Pod nadzorem (2008-04-12)                | Bogusław Wołoszański                | Irina Bogdanovitch Paola Sjoquist Paolo Cozza Teohar Mołow Toni Hyyrylainen                            |
| 137                 | W krzywym zwierciadle (2008-04-19)       | Stefan Friedmann                    | Gabi Gold Conrado Moreno Toni Hyyrylainen Teohar Mołow Steve Terrett                                   |
| 138                 | Europa tradycji (2008-05-10)             | Joanna Bartel                       | Barbara Dudzik Natasza Pavluchenko Marco Cabrera Paolo Cozza Jacek Wan                                 |
| 139                 | Mieszkanie w Europie (2008-04-26)        | Michał Wiśniewski                   | Kevin Aiston Katharina Pracon Conrado Moreno Theofilos Vafidis Tamara Aagten-Margol                    |
| 140                 | Taniec z Europą (2008-05-17)             | Agustin Egurrola                    | Agnetha Brandin Andre Mafra Conrado Moreno Natasza Pawluczenko Silvia Schneider                        |
| 141                 | Europa muzycznych wspomnień (2008-05-03) | Maria Szabłowska Krzysztof Szewczyk | Agnetha Brandin Marco Cammi Stéphane Wlodarczyk Gabi Gold Steve Terrett                                |
| 142                 | Letnia przygoda (2008-05-24)             | Zbigniew Wodecki                    | Kevin Aiston Natasza Pawluczenko Teohar Mołow Agnetha Brandin Tamara Aagten-Margol                     |
| 143                 | Po gwizdku (2008-05-31)                  | Olaf Lubaszenko                     | Agnetha Brandin Teohar Mołow Kevin Aiston Andre Mafra Silvia Schneider                                 |
| 144                 | Europa bye,bye (2008-06-21)              | —                                   | Elisabeth Duda Irina Bogdanovitch Paolo Cozza Kevin Aiston Steve Terrett Conrado Moreno Steffen Möller |

## Sezon 7. (Europa da się lubić – 15 lat później)
| Numer                 | Temat odcinka (data pierwszej emisji)  | Gość specjalny       | Goście                                                                                |
| --------------------- | -------------------------------------- | -------------------- | ------------------------------------------------------------------------------------- |
| SEZON 7 (wiosna 2019) |                                        |                      |                                                                                       |
| 1 (145)               | Spotkanie po latach (27 kwietnia 2019) | Jerzy Dudek          | Paolo Cozza Theofilos Wafidis Kevin Aiston Ola Niezwiestny Conrado Moreno             |
| 2 (146)               | Europa za kółkiem (4 maja 2019)        | Kajetan Kajetanowicz | Steve Terret Fausto Corticelli David Gaboriaud Ivana Bílková Toni Hyyryläinen         |
| 3 (147)               | Europa się bawi (11 maja 2019)         | Radek Liszewski      | Kevin Aiston Fausto Corticelli David Gaboriaud Ivana Bílková Lucia Duran              |
| 4 (148)               | Praca i płaca (18 maja 2019)           | Jacek Lenartowicz    | Paolo Cozza David Gaboriaud Steve Terret Ivana Bílková Mateusz Weis-Banaszczyk        |
| 5 (149)               | Europa od kuchni (25 maja 2019)        | Pascal Brodnicki     | Ola Niezwiestny Matteo Brunetti Kevin Aiston Theofilos Wafidis Ivana Bílková          |
| 6 (150)               | Europa w podróży (1 czerwca 2019)      | Edyta Górniak        | Steve Terret Fausto Corticelli Mateusz Weis-Banaszczyk Ivana Bílková Toni Hyyryläinen |
| 7 (151)               | Na zdrowie, Europo! (8 czerwca 2019)   | Rafał Brzozowski     | Paolo Cozza Toni Hyyryläinen Steve Terret Ivana Bílková Conrado Moreno                |